# Tritão-palmado
O tritão-palmado ou tritão-de-patas-espalmadas (Lissotriton helveticus) é uma espécie de anfíbio caudado pertencente à família Salamandridae.
Pode ser encontrado na Europa ocidental e do norte, em lagoas, lagos, canais, pauis, florestas, terrenos de pasto e agrícolas e por vezes em áreas costeiras. Passa o período de acasalamento (Fevereiro a Maio) na água, pondo 100 a 300 ovos que eclodem em larvas dentro de 2 a 4 semanas. As larvas sofrem uma metamorfose dentro de 6 a 9 semanas. Em áreas mais frias, as larvas por vezes passam o inverno na água sofrendo a metamorfose apenas no ano seguinte. Tornam-se sexualmente maduros durante o segundo ano, mas também ocorre neotenia nesta espécie. Os adultos hibernam em terra, em baixo de troncos ou pedras, de Novembro a Março, ou, mais raramente, dentro de água.
Os machos adquirem membranas interdigitais nos membros posteriores durante a época de reprodução, de onde provém os seus nomes comuns.

## Descrição
De aspecto geral semelhante a tritão-comum e tritão-ibérico, o tamanho dos tritões-palmados chega aos 8,5 e 9,5 cm (85 mm e 95 mm), em machos e fêmeas respectivamente. A cauda é ligeiramente mais curta do que o comprimento do corpo medida desde o focinho até à base da cauda. Esta possui um filamento fino no seu final.

## Distribuição
Pode ser encontrado desde o nível médio do mar até aos 2 400 metros acima do nível do mar. A sua área de distribuição está restrita à Europa, desde o Norte de Portugal e Espanha, com populações fragmentadas, França, Grã-Bretanha, Bélgica, Países Baixos, Suíça, Alemanha e República Checa. É comum em grande parte da sua distribuição, embora esteja em risco de extinção na Bélgica, Países Baixos e Luxemburgo. No Norte de Portugal é pouco comum, e em partes de Espanha, está em declínio.

### Subespécies
- Lissotriton helveticus helveticus - Norte da Alemanha até nordeste de Espanha.
- Lissotriton helveticus punctillatus - Área da Sierra de la Demanda, Espanha. A validade desta subespécie é disputada.[1]
- Lissotriton helveticus alonsoi - Noroeste da Península Ibérica; em Portugal, a norte do rio Vouga.